# Valerij Fëdorovič Bykovskij
Valerij Fëdorovič Bykovskij (in russo Валерий Фёдорович Быковский?; Pavlovskij Posad, 2 agosto 1934 – Leonicha, 27 marzo 2019) è stato un cosmonauta sovietico.
Detiene il record di durata di volo spaziale umano in solitaria.

## Biografia

### Inizio della carriera
Terminata la scuola dell'obbligo nel 1951, Bykovskij studiò presso la scuola superiore Mjansnikov di Kačinsk, dove si diplomò nel 1955. Successivamente si arruolò nell'aeronautica militare sovietica diventando pilota di aerei da combattimento jet.

### Vostok
Nel 1960 venne ammesso nel primo gruppo di cosmonauti dell'Unione Sovietica, composto da 20 membri, tutti selezionati rigorosamente tra i piloti dell'aeronautica militare.
Bykovskij non faceva parte del gruppo dei primi sei cosmonauti che a partire da giugno del 1960 vennero addestrati specificamente per pilotare la capsula Vostok e diventare pertanto i primi esseri umani nello spazio. Solo dopo che il 24 luglio 1960 il suo collega Valentin Varlamov si ferì gravemente alle vertebre cervicali, Bykovskij poté assumere tale posto vacante e pertanto passò ad un ruolo attivo nel primo gruppo per un volo nello spazio sempre più prossimo.
Infatti già per il volo di Vostok 3, svoltosi ad agosto del 1962, fu pilota di riserva di Andrijan Grigor'evič Nikolaev. Siccome non dovette compiere tale missione, divenne primo candidato per la nomina della successiva missione disponibile, cioè Vostok 5. Obiettivo di questa missione fu un volo di gruppo, cioè la contemporanea presenza nello spazio di due navicelle spaziali sovietiche. Per la seconda navicella, la Vostok 6, venne previsto che la stessa venisse guidata da una donna - la prima a volare nello spazio. Inoltre venne prevista una missione della durata di circa otto giorni, il che significava un nuovo record di durata per una missione spaziale.
Verso la metà di maggio del 1963 venne ufficializzata la nomina di Bykovskij come pilota della Vostok 5. Scelse dunque il nomignolo di Ястреб (Jastreb, "Astore/Falco") per i collegamenti via radio.
Il lancio della Vostok 5 avvenne il 14 giugno 1963. La capsula non raggiunse la quota orbitale prevista, bensì una traiettoria di volo alquanto più bassa. Pertanto si dovette immediatamente constatare che non sarebbe stato possibile far durare la missione per tutti gli otto giorni previsti, e si decise di anticipare il rientro del cosmonauta.
Due giorni più tardi avvenne il lancio di Vostok 6, guidata da Valentina Vladimirovna Tereškova, la prima donna a volare nello spazio. Le due capsule spaziali si avvicinarono fino a 5 chilometri. Tale fatto comunque non può essere considerato una manovra di rendezvous, perché era semplicemente frutto di precisi calcoli di traiettoria effettuati a terra e non raggiunto mediante apposite manovre di pilotaggio.
Dopo poco meno di cinque giorni, Bykovskij atterrò nella steppa del Kazakistan. Fino alla data odierna detiene il record di durata di un volo nello spazio solitario.
Nell'imminente periodo dopo la conclusione di questa sua prima missione, eseguì diversi viaggi all'estero raccontando la sua esperienza nello spazio. Durante questi viaggi comunque l'interesse del pubblico era sempre maggiore per Tereškova, che spesso lo aveva accompagnato. I suoi viaggi lo portarono particolarmente nei paesi dell'Europa orientale, ma pure in singoli paesi dell'Europa occidentale, nonché nel Messico e particolarmente in Asia. Venne anche in Italia.

### Il programma Sojuz
Conclusosi il programma Vostok, l'Unione Sovietica eseguì due programmi in parallelo: il programma Voschod, che successivamente raggiunse con delle capsule Vostok modificate dei risultati spettacolari fino allora mai riusciti, nonché il programma Sojuz, che aveva il chiaro obiettivo di portare l'uomo sulla Luna. Il velivolo spaziale Sojuz necessitò comunque di diversi anni prima di raggiungere l'affidabilità richiesta per una navicella spaziale in grado di garantire il raggiungimento degli obiettivi programmati.
Bykovskij, assieme ad ulteriori 15 cosmonauti, venne assegnato al programma Sojuz a gennaio del 1964, anche se non fu esclusa la sua nomina a comandante della missione Voschod 1, la prima di questo programma.
Per Bykovskij iniziò a partire dall'autunno del 1965 un intenso allenamento preparatorio per uno dei primi due voli della Sojuz, però l'incarico della nomina degli equipaggi fu sin dall'inizio del programma oggetto di discussione tra Nikolaj Kamanin - direttore dell'addestramento dei cosmonauti - e Sergej Pavlovič Korolëv - direttore dell'ufficio costruzione - e del successore dello stesso Vasilij Pavlovič Mišin.
A novembre del 1966 venne comunque ufficializzata la nomina di Bykovskij quale comandante della Sojuz 2A (denominazione ufficiosa, dato che la missione venne cancellata all'ultimo istante e successivamente sostituita con una missione priva di equipaggio con la denominazione ufficiale di Sojuz 2). Durante questa missione fu programmato il primo aggancio in orbita di due veicoli spaziali con equipaggio. Inoltre era previsto il trasferimento di due cosmonauti verso la navicella della Sojuz 1.
A dicembre dello stesso anno iniziarono i programmi più concreti per il primo allunaggio sovietico, secondo i quali Bykovskij fu scelto come uno dei tre candidati per il ruolo di comandante per il primo volo verso l'orbita lunare.

### La morte scampata per poco
Il lancio della Sojuz 1, guidata dal cosmonauta Vladimir Michajlovič Komarov, avvenne il 23 aprile 1967. Bykovskij ed i suoi colleghi cosmonauti Evgenij Vasil'evič Chrunov ed Aleksej Stanislavovič Eliseev sarebbero stati lanciati il giorno successivo. La Sojuz 1 ebbe però enormi problemi, tanto che si decise di modificare i piani originari ed improvvisare una missione di soccorso da parte della Sojuz 2A. Venne infatti previsto di lanciare tale veicolo spaziale con a bordo due soli cosmonauti per consentire a Komarov il rientro in questa seconda capsula. Il lancio non poté essere eseguito a causa delle pessime condizioni meteorologiche e pertanto vennero ulteriormente cambiati i piani di volo.
Venne infatti deciso di tentare un immediato rientro e Komarov azionò manualmente i retrorazzi frenanti per avviare la procedura di rientro. Il tutto sembrò funzionare fino a quando il paracadute della capsula non si aprì. L'impatto a terra fu violentissimo e per Komarov non vi furono speranze.
Seguì una profonda analisi delle cause dell'incidente e ben presto venne constatato che pure i paracadute della Sojuz 2A avevano l'identico errore di costruzione e pertanto non si sarebbero aperti correttamente. Se la Sojuz 2A fosse stata effettivamente lanciata, ciò avrebbe causato pure la morte di Bykovskij e dei suoi compagni.

### Il programma di allunaggio sovietico
Mentre Chrunov e Eliseev continuavano a prepararsi per delle successive attività extraveicolari da eseguire nell'orbita terrestre, Bykovskij iniziò una preparazione ancor più specifica per un volo verso la Luna. A causa dell'incidente della Sojuz 1, i lavori di modifica richiesti dalla capsula furono rallentati in una maniera tale che non fu possibile eseguire il successivo volo con equipaggio della Sojuz prima dell'ottobre del 1968.
Comunque la possibilità che per il primo volo sovietico verso la Luna venisse nominato l'equipaggio composto da Bykovskij e Nikolaj Nikolaevič Rukavišnikov rimase alta. Quando gli Stati Uniti d'America furono in grado di compiere la prima orbita lunara durante la missione dell'Apollo 8 e successivamente portare il primo uomo sulla Luna con l'Apollo 11, i programmi di allunaggio sovietici vennero totalmente cancellati e Bykovskij si dovette accontentare con nuovi incarichi.

### Le stazioni spaziali
Terminata la corsa verso la Luna a favore degli americani, l'Unione Sovietica iniziò a concentrare i suoi programmi di esplorazione spaziale esclusivamente verso la costruzione di stazioni spaziali orbitanti intorno alla Terra. Bykovskij venne nominato comandante di un equipaggio destinato a volare a bordo della Sojuz 14 (nuovamente una denominazione ufficiosa, dato che successivamente venne eseguita una missione totalmente diversa con tale denominazione) per agganciarsi alla stazione spaziale Saljut 1. L'incidente della Sojuz 11, avvenuto a giugno del 1971, causò ulteriori rallentamenti del programma. La Saljut 1 si spense man mano in atmosfera ad ottobre del 1971, tre ulteriori stazioni spaziali esplosero poco dopo il loro lancio o non si fu in grado di portarle su di una traiettoria d'orbita stabile per garantire un loro impiego. Tutti questi fatti obbligarono Bykovskij ad attentere ulteriormente un'altra missione.

### La seconda missione nello spazio
Bykovskij dovette attendere il suo secondo volo nello spazio fino al 15 settembre 1976, giorno in cui avvenne il lancio della Sojuz 22. Bykovskij e Vladimir Viktorovič Aksënov formarono l'equipaggio di questa missione. Si trattò di una missione completamente atipica, dato che la capsula spaziale non si agganciò alla stazione spaziale Saljut 5 in orbita in tale periodo, bensì eseguì esclusivamente delle orbite terrestri su di una traiettoria con un'alta inclinazione che consente di orbitare velocemente intorno alla Terra. La missione venne principalmente eseguita per scattare immagini fotografiche del territorio della Germania Est.

### Intercosmos
La terza missione nello spazio di Bykovskij avvenne durante l'esecuzione del programma Intercosmos, un programma di collaborazione eseguito dall'Agenzia Spaziale Sovietica per consentire a piloti di nazioni amiche di volare nello spazio su navicelle spaziali sovietiche.
Il 26 agosto 1978 avvenne il lancio della Sojuz 31. Dell'equipaggio fece inoltre parte il cosmonauta della Germania Est Sigmund Jähn che divenne il primo tedesco nello spazio. La capsula spaziale si agganciò alla stazione spaziale Saljut 6, in tale momento equipaggiata dai cosmonauti Uladzimir Vasil'evič Kavalënak ed Aleksandr Sergeevič Ivančenkov. Trascorso una settimana a bordo della stazione spaziale, Bykovskij e Jähn fecero rientro a terra a bordo della Sojuz 29.
Nel 1980 avvenne l'ultima nomina di Bykovskij come riserva per il cosmonauta Viktor Vasil'evič Gorbatko, comandante della Sojuz 37. Pure questa missione del programma Intercosmos venne eseguita verso la Salјut 6, con la partecipazione di Phạm Tuân, primo cosmonauta originario del Vietnam.

### Addio allo spazio
Bykovskiј lasciò il gruppo dei cosmonauti il 26 gennaio 1982. Lo stesso giorno lasciarono il loro servizio attivo pure i cosmonauti Pavel Romanovič Popovič, Andrijan Grigor'evič Nikolaev e Aleksej Archipovič Leonov. Da tale data solo Viktor Vasil'evič Gorbatko rimase attivo degli originari 20 membri del primo gruppo di cosmonauti. Fino al 1988 svolse la professione di ingegnere sperimentale e successivamente divenne direttore della "Casa delle scienze e della cultura sovietica" a Berlino. È andato in pensione nel 1990.
Bykovskij è stato insignito per due volte con il titolo di Eroe dell'Unione Sovietica. Era sposato con Valentina Suchova ed il loro primo figlio Valerij è deceduto nel 1986 in un incidente aereo.

## Onorificenze

### Onorificenze russe
- Premio del governo della Federazione Russa J. A. Gagarin nel campo delle attività spaziali - 13 dicembre 2011[8]
- Certificato d'onore del governo della Federazione Russa - 12 giugno 2003[9]
- Certificato d'onore del governo della Federazione Russa - 27 giugno 2008[10]
- Gratitudine dal governo della Federazione Russa - 17 luglio 2009[11]